# Child & Co.
A Child & Co. é um banco privado anteriormente independente, que agora pertence ao The Royal Bank of Scotland Group. O Royal Bank of Scotland que incorpora a Child & Co., Bankers, está sediado na 1 Fleet Street, na cidade de Londres. A Child & Co. é autorizada como uma marca do Royal Bank of Scotland pela Prudential Regulation Authority.

## História
Child & Co. é o terceiro banco mais antigo do mundo e é o banco mais antigo do Reino Unido.

### Início
A Child & Co. é a instituição financeira independente mais antiga do Reino Unido e pode ter suas raízes nos negócios de ourives de Londres no final do século XVII. Sir Francis Child estabeleceu seu negócio como ourives em 1664, quando ele estabeleceu uma parceria com Robert Blanchard. Criança se casou com a enteada de Blanchard e herdou todo o negócio com a morte de Blanchard. Renomeado Child and Co, o negócio prosperou e foi nomeado "joalheiro em comum" para o rei Guilherme III.
Depois que Child morreu em 1713, seus três filhos administraram o negócio e, durante esse período, o negócio passou de um ourives para um banco de pleno direito. O banco alega que foi o primeiro a introduzir um formulário de cheque pré-impresso, antes do qual os clientes simplesmente escreveram uma carta ao banco, mas a enviaram ao credor que a apresentou para pagamento. Sua primeira cédula foi emitida em 1729.

### Sarah Fane, Condessa de Westmorland
Em 1782, o neto de Child, Robert Child, era o sócio sênior da empresa. No entanto, quando ele morreu em 1782, sem filhos para herdar o negócio, ele não queria deixar para sua única filha, Sarah Anne Child, porque estava furioso com o fato de ela ter fugido com John Fane, 10º Conde de Westmorland no início do ano. Para impedir que os condes de Westmorland adquirissem sua riqueza, ele a confiou ao segundo filho ou filha mais velha sobrevivente de sua filha. Era Sarah Lady Sophia Fane, nascida em 1785. Casou-se com George Child-Villiers, 5º Conde de Jersey em 1804, e após a maioria em 1806, tornou-se sócio sênior. Ela exerceu seus direitos pessoalmente até sua morte em 1867. Nesse momento, o conde de Jersey e Frederick William Price, da Harringay House, foram apontados como os dois principais parceiros. A propriedade continuou na família Jersey até a década de 1920.

### Períodos posteriores & Glyn, Mills & Co.
Em 1923, George, 8º Conde de Jersey, vendeu o banco ao Glyn, Mills & Co., um banco comercial com sede em Londres. O Williams Deacon's Bank adquiriu a Glyn's em 1939 (ambas posteriormente adquiridas pelo Royal Bank of Scotland e conhecido como Williams & Glyn's Bank de 1970 a 1985), mantendo a Child & Co. como uma empresa separada.

## Localização
A Child & Co. ocupa um grande edifício listado como Grade II*, projetado pelo eminente arquiteto John Gibson, na 1, Fleet Street, na cidade de Londres. O banco negocia no mesmo site da Fleet Street desde 1673. Sua casa atual foi aberta no local em 1880 e transformada em 2015.

## Clientela
Ao longo de seus 350 anos de história, a Child & Co atraiu uma base de clientes exclusiva, incluindo The Honorable Societies of Middle Temple e Lincoln's Inn, e inúmeras famílias de proprietários de terras. Os estudiosos das pousadas recebem seus prêmios com cheques emitidos pela Child & Co, e muitos advogados continuam usando o banco ao longo de suas vidas profissionais. É relatado que várias universidades, incluindo a London School of Economics, Oxford University e Imperial College London, mantêm contas. Até 1979, havia um 'escritório de representação' (tecnicamente não uma filial) em St. Giles ', Oxford. Esta era convenientemente perto da faculdade mais rica de Oxford, a St. John's College, que ainda hoje está bancada com eles.